# Peter Fiedler (Glasgestalter)
Peter Fiedler (auch Hans-Peter; * 28. April 1937 in Schwepnitz) ist ein deutscher Glasgestalter.

## Leben und Werk
Fiedler absolvierte von 1951 bis 1954 eine Ausbildung zum Glasfeinschleifer. Von 1954 bis 1956 besuchte er die Arbeiter- und Bauernfakultät an der Universität Leipzig, wo er das Abitur erwarb. Danach leistete er freiwillig Dienst bei der NVA. Von 1958 bis 1961 studierte mit dem Abschluss als Ingenieur für Glastechnik an der Ingenieurschule für Glastechnik Weißwasser. Von 1961 bis 1976 arbeitete er als Technologe im VEB Trisola Taubenbach, einem Produzenten von Schaumglas. Daneben nahm er Zeichenunterricht bei Günter Dührkop.
Ab 1976 arbeitete Fiedler in Schmiedefeld als freischaffender Glasgestalter. 1978 gründete er dort den kunsthandwerklichen Betrieb Fiedler Glas-Design, den er 1999 an seinen Sohn Bernd Fiedler übergab. Er nahm an Glassymposien in Lauscha teil.
Fiedler hatte sich auf die mechanische Veredelung von Glasgefäßen und von Flachglas spezialisiert. Zur Glasgestaltung verwendete er Techniken der Kaltveredelung wie Glasschnitt und -schliff, Ätzen und Sandstrahlen. Zu seinen Arbeiten gehören zarte Diamantritztechnik an mundgeblasenen Kristallgefäßen, Pokale mit Tiefschliff an hüttentechnisch hergestellten Überfanggläsern von barocker Schwere, Flachglasinstallationen und Flachglas-Dekorelemente.
Arbeiten Fiedlers befinden sich u. a. im Museum für Glaskunst Lauscha.

## Mitgliedschaften
- ab 1976 Kandidat und 1979 bis 1990 Mitglied des Verbands Bildender Künstler der DDR
- ab 1990 Verband Bildender Künstler e.V. Thüringen.

## Ausstellungen (mutmaßlich unvollständig)

### Einzelausstellungen
- 1983: Karl-Marx-Stadt, Galerie Schmidt-Rottluff (Glasgestaltung)
- 1984: Bad Frankenhausen, Kreisheimatmuseum (Lauschaer Glas. Mit Albrecht Greiner-Mai und Volkhard Precht)
- 2008: Lauscha, Museum für Glaskunst („Zwischen Gefäß und Flachglas - Retrospektive auf das Gesamtschaffen“)

### Ausstellungsbeteiligungen
- 1977/1978 und 1987/1988: Dresden, VIII. und X. Kunstausstellung der DDR
- 1978, 1979 und 1984: Suhl, Bezirkskunstausstellungen
- 1978: Erfurt, iga-Park (Quadriennale des Kunsthandwerks der sozialistischen Länder)
- 1983: Leipzig, Messehaus am Markt („Kunst und Sport“)
- 1984: Erfurt, Galerie am Fischmarkt („Schmuck und Glas“)